# Балдуин IV (Йерусалим)
Вижте пояснителната страница за други личности с името Балдуин.
Балдуин IV Прокажения (на френски: Baudouin le Lépreux; * 1161; † март 1185, Йерусалим) от фамилията Дьо Шато-Ландон, е крал на Йерусалимското кралство от 1174 до 1183 г.

## Биография
Балдуин IV е син на крал Амалрих I (1136 – 1174) и първата му съпруга Агнес от графство Едеса (1149 – 1184) от Дом Куртене. Той е по-малък брат на Сибила (1160 – 1190) и полубрат на Изабела (1169 – 1205).
Балдуин е възпитаван от най-значимия исторически писател на Средновековието, архиепископ Гийом от Тир, и се възкачва на трона на 13 години. Понеже е още млад да управлява самостоятелно, граф Раймонд III от Графство Триполи е назначен за негов регент.
Балдуин IV страда от дете от проказа и навсякъде е носен на носилка. По това време Йерусалим не е нападан от Саладин, понеже той води война в Сирия със синовете на Нур ад-Дин Зенги до 1183 г.
През 1177 г. Балдуин побеждава Саладин при Монжизар, но поради влошеното си здравословно състояние предлага управлението на Йерусалимското кралство на братовчед си граф Филип I от Фландрия, но той отказва и напуска Светите земи през 1179 г. Балдуин IV определя за свой наследник племенника си Балдуин V (1177 – 1186), син на сестра му Сибила, и го коронова за крал на Йерусалим на 20 ноември 1183 г. под регентството на граф Раймонд III Триполитански.
Балдуин IV умира през март 1185 г. и е погребан в Храма на Божи гроб в Йерусалим.